# Laurence Freeman

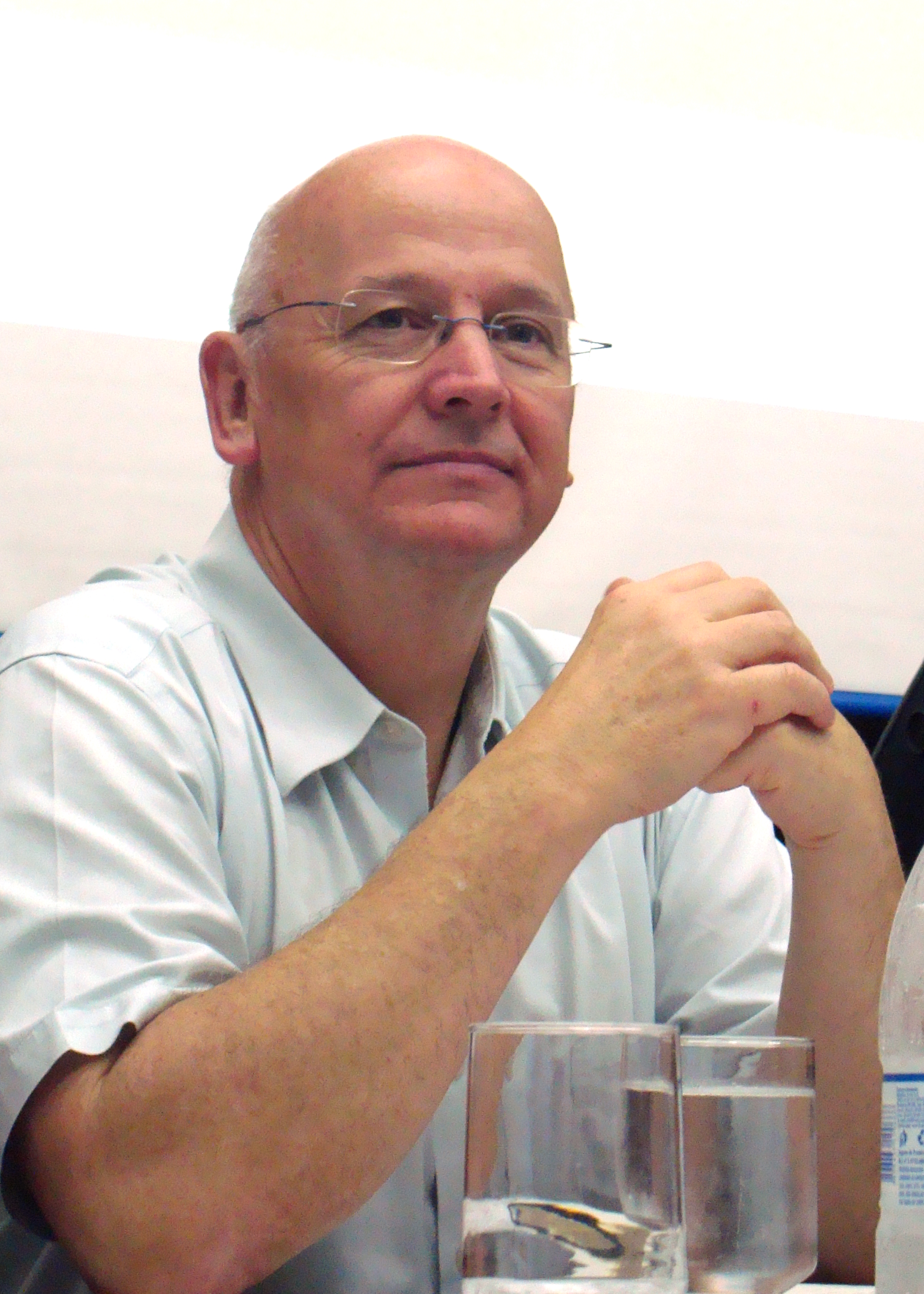
Laurence Freeman, Porto Alegre, Brazylia, 2009.

Laurence Freeman (ur. 17 lipca 1951 w Londynie) – angielski benedyktyn.
Stopień magistra literatury angielskiej zdobył w New College w Oksfordzie. Pracował w ONZ, bankowości i jako dziennikarz, aby ostatecznie wstąpić do klasztoru benedyktynów. Śluby monastyczne złożył w 1976 roku. Nowicjat odbył pod kierunkiem o. Johna Maina OSB w klasztorze Ealing Abbey, przynależącym  do Angielskiej Kongregacji Benedyktyńskiej. Wraz z nim w 1977 roku założył klasztor w Montrealu. W 1980 r. przyjął święcenia kapłańskie.
W 1991 roku wrócił do Londynu i stał się członkiem zlikwidowanej w roku 2012 benedyktyńskiej wspólnoty klasztoru Chrystusa Króla w Cockfosters, należącej do Oliwetańskiej Kongregacji Benedyktyńskiej. Obecnie należy do benedyktyńskiej wspólnoty Chrystusa Zbawiciela w Turvey.
Jest dyrektorem Światowej Wspólnoty Medytacji Chrześcijańskiej. Angażuje się w dialog między religiami.
W lipcu 2009 rząd kanadyjski nadał o. Freemanowi Order Kanady (OC)  za "Wkład jako duchowego przewodnika i dyrektora Światowej Wspólnoty Medytacji Chrześcijańskiej, orędownika pokoju, dialogu międzyreligijnego i wzajemnego porozumienia.”

## Dzieła
Ojciec Laurence Freeman jest autorem licznych książek poświęconych medytacji chrześcijańskiej:
- Światło wewnętrzne. Droga medytacji chrześcijańskiej (Light Within), Wydawnictwo Esprit, Kraków 2006.
- The Selfless Self
- A Short Span of Days
- Medytacja chrześcijańska. Twoja codzienna praktyka (Christian Meditation: Your Daily Practice), Wydawnictwo Homini, Kraków 2006.
- Web of Silence
- Jezus - wewnętrzny nauczyciel (Jesus: The Teacher Within), Wydawnictwo Homini, Kraków 2007.